# Elwira Saadi
Elwira Fuadowna Saadi (russisch Эльвира Фуадовна Саади; * 2. Januar 1952 in Taschkent, Usbekische SSR) ist eine ehemalige sowjetische Kunstturnerin, die für Dynamo Taschkent und für Dynamo Moskau startete. Sie gewann zwei olympische Goldmedaillen mit der sowjetischen Riege.

## Karriere
Elwira Saadi gewann 1967 bei der Spartakiade für Schülerinnen den Wettbewerb im Mehrkampf. 1970 war sie im Mehrkampf Vierte der sowjetischen Meisterschaften. 
Sie gehörte bei den Olympischen Spielen 1972 in München zur sowjetischen Riege. Ljubow Burda, Olga Korbut, Antanina Koschal, Tamara Lasakowitsch, Elwira Saadi und Ljudmila Turischtschewa siegten in der Mannschaftswertung mit 380,50 Punkten vor der Riege aus der DDR mit 376,55 Punkten. In der Einzelwertung belegte Saadi mit 75,075 Punkten den achten Platz, war damit aber nur die fünftbeste Turnerin aus der Sowjetunion. Im Bodenturnen und im Pferdsprung belegte Saadi jeweils den neunten Platz in der Qualifikation, ins Gerätefinale kamen nur die besten sechs Turnerinnen je Gerät.
Bei den sowjetischen Meisterschaften 1973 siegte sie im Mehrkampf, am Schwebebalken und am Boden. Ebenfalls 1973 gewann sie den Mannschaftstitel bei der Universiade in Moskau, in der Einzelwertung belegte sie den dritten Platz. 
1974 fanden die Turn-Weltmeisterschaften in Warna statt. Die sowjetische Riege mit Nina Dronowa, Nelli Kim, Olga Korbut, Elwira Saadi, Russudan Sicharulidse und Ljudmila Turischtschewa siegte vor den Riegen aus der DDR und aus Ungarn. In der Einzelwertung belegte Saadi den vierten Platz. Im Bodenturnen siegte Turischtschewa vor Korbut, dahinter erhielten Saadi und Sicharulidse bei gleicher Punktzahl je eine Bronzemedaille.
1976 siegte bei den Olympischen Spielen 1976 in Montreal die sowjetische Riege mit Marija Filatowa, Swetlana Grosdowa, Nelli Kim, Olga Korbut, Elwira Saadi und Ljudmila Turischtschewa mit 390,35 Punkten vor den Rumäninnen mit 387,15 Punkten und der Riege aus der DDR mit 385,10 Punkten. Saadi belegte nach der Mannschaftswertung als viertbeste Turnerin ihrer Riege den siebten Platz, für das Finale in der Einzelwertung wurden aber nur noch die besten drei Turnerinnen je Riege zugelassen. Als Fünfte am Schwebebalken und Sechste am Boden hätte Saadi die Qualifikation für zwei Gerätefinals erfüllt, hier waren aber im Gegensatz zu 1972 jeweils nur die besten zwei Turnerinnen jeder Riege zugelassen. Kim und Turischtschewa erreichten drei Gerätefinals, Korbut zwei.
Saadis aktive Karriere endete 1976, sie wurde Trainerin bei Dynamo Moskau. 1979 und 1980 wurden Elwira Saadis Töchter geboren. 1991 nahm Elwira Saadi ein Angebot aus Kanada an und trainierte dann lange Jahre kanadische Geräteturnerinnen, darunter auch mehrere Olympiateilnehmerinnen. 2009 wurde Elwira Saadi in die International Gymnastics Hall of Fame aufgenommen.